# Ricochet (jeu)
Pour les articles homonymes, voir Ricochet.

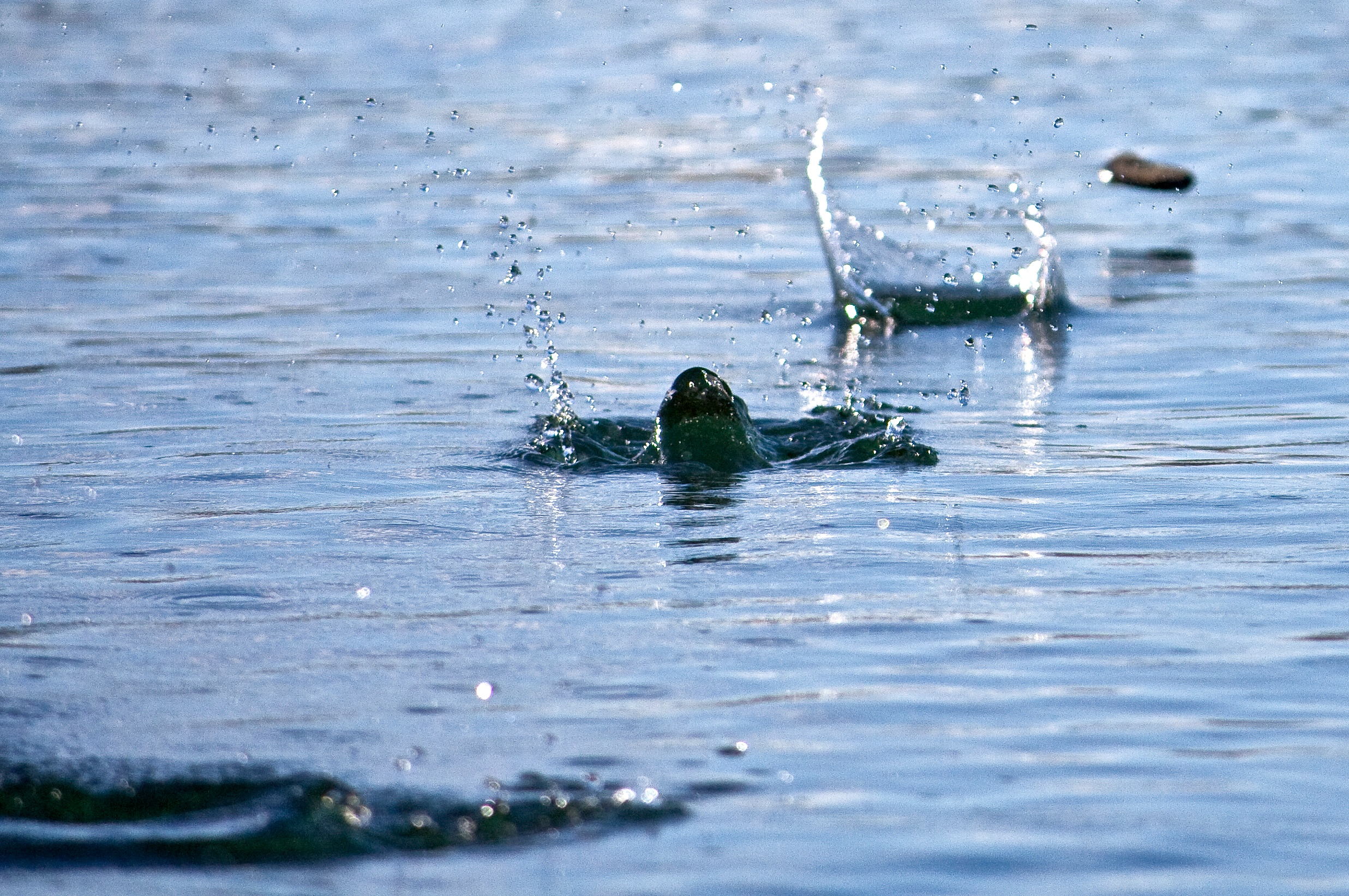
Ricochets.

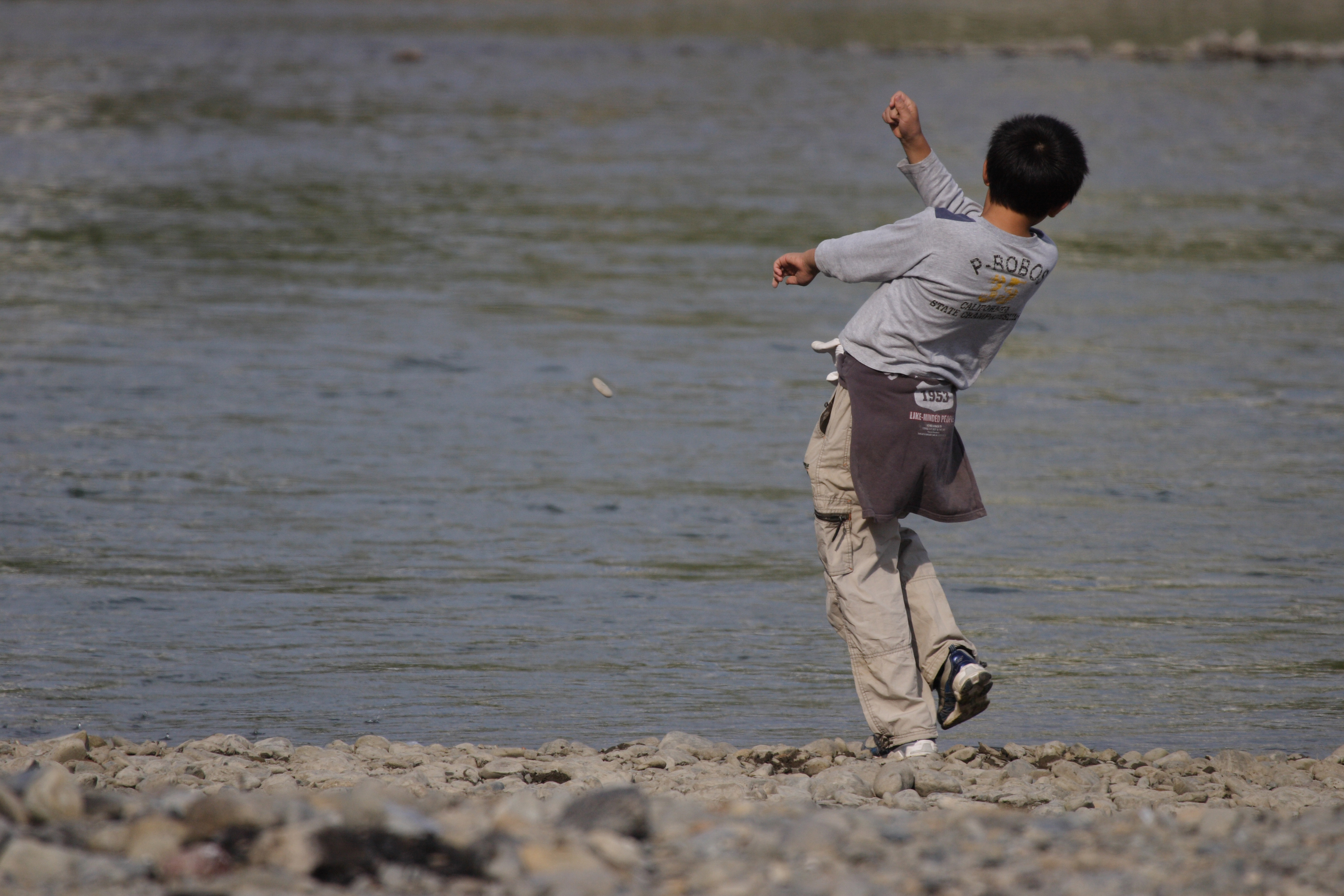
Lancer du caillou pour faire des ricochets.

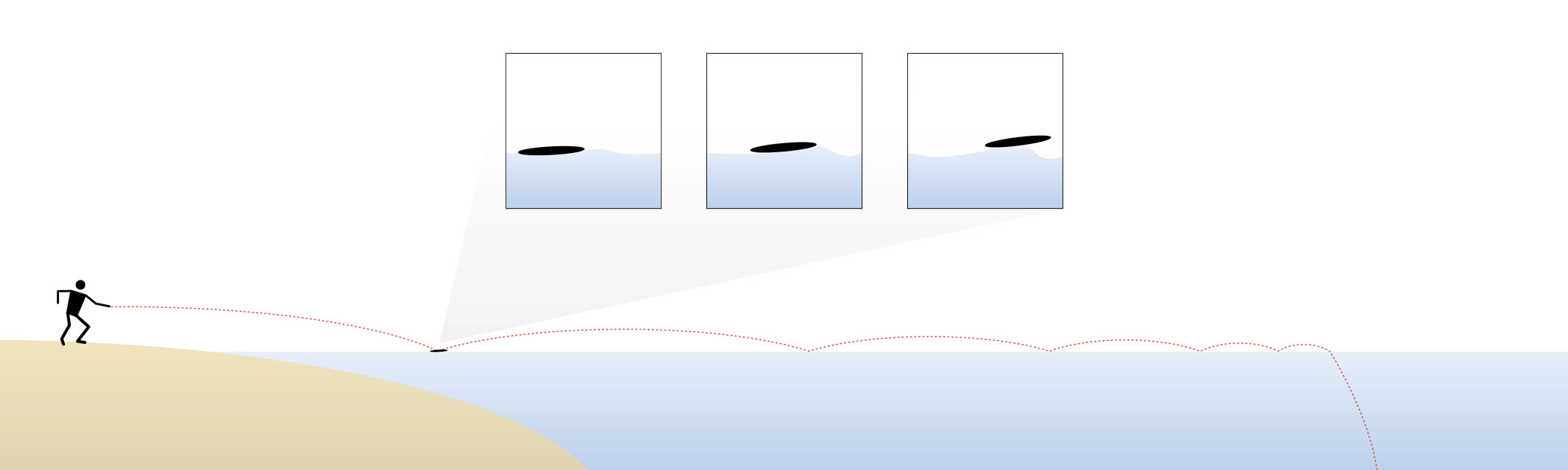
Modélisation d'un tir produisant cinq rebonds et détail du déroulement d'un rebond.

Le jeu du ricochet est un jeu qui consiste à envoyer un galet rebondir plusieurs fois à la surface de l'eau. Quand on « fait des ricochets », on cherche en général à le faire rebondir le plus de fois en utilisant une pierre relativement légère, plate, circulaire et lisse et en recherchant l'angle le plus efficace. Le galet est lancé dans un axe parallèle à la surface du plan d'eau, en lui imprimant un mouvement de rotation. Le lanceur peut se baisser ou s'accroupir afin de se rapprocher le plus possible du niveau de l'eau.
Dans certaines compétitions le but est de faire parcourir la plus grande distance à la pierre, la règle donne alors soit un nombre minimum de ricochets soit une distance maximale pour le premier rebond.
L'épostracisme (du grec ancien ὄστρακον/ostrakon signifiant coquille) était un jeu en usage chez les anciens Grecs, qui consistait à faire des ricochets avec des coquilles.